# Берикашвили, Нодар Алексеевич
Нодар Алексеевич Берикашвили (25 января 1929, Тбилиси, Грузия — 30 марта 2022) — советский и грузинский математик, член-корреспондент АН Грузинской ССР (с 1979). действительный член НАН Грузии (2001).

## Биография
Окончил Тбилисский университет в 1952 году. С 1955 по 1959 — младший научный сотрудник в Математическом институте имени В. А. Стеклова АН СССР, Москва.
С 1959 работал в Математическом институте АН Грузии, с 1966 одновременно преподавал в Тбилисском университете.
- 1959—1989 — старший научный сотрудник
- 1989—2004 — заведующий кафедрой геометрии и топологии
- с 2004 — главный научный сотрудник

Ученые степени:
- 1956 — кандидат физико-математических наук
- 1972 — доктор физико-математических наук
- 2001 — академик НАН Грузии

## Научная деятельность
Основное направление исследований Н. А. Берикашвили — топология. Он занимался теорией двойственности для незамкнутых множеств многообразий и гомологической теорией расслоений. Ввел контравариантный функтор из категории топологических пространств в категорию множеств, тесно связанный с гомологическим строением пространства.

## Публикации
Автор 35 научных работ.

### Монография
- On the differentials of spectral sequence (in Russian), Proceedings of Tbilisi Mathematical Institute, v. 51., (1976), 1-106.

### Избранные труды
- On the axiomatic theory of spectra and duality theorems for arbitrary sets (in Russian), Proceedings of Tbilisi Mathematical Institute, v. 35., (1957), 409—484.
- On the differentials of spectral sequence (in Russian), Bull. Georg. Acad. Sci., v. 51, N1, (1968), 9-14.
- On the homology theory of spaces (in Russian), Bull. Georg. Acad. Sci., v. 59, N1, (1970), 13-16.
- On the homology theory of continuous maps (in Russian), Bull. Georg. Acad. Sci., v. 59, N2, (1970), 285—287.
- On the homology theory of spaces (in Russian), Bull. Georg. Acad. Sci., v. 86, N3, (1977), 529—532.
- The Steenrod-Sitnikov homology theory on the category of compact spaces (in Russian), DAN SSR, v. 254., (1980), 1289—1291.
- On the axiomatic of Steenrod-Sitnikov homology theory on the category of Hausdorf compact spaces (in Russian), Proceedings of MIAN, v. 154, (1983), 2537.
- High-level models of fibration, Bull. Georg. Acad. Sci., v. 139, N2, (1990), 253—255.
- On the obstruction functor, Bull. Georg. Acad. Sci., v.153, N1, (1996), 11-15.
- with D.Makalatia, The multiplicative version of twisted tensor product theorem, Bull. Georg. Acad. Sci., v.154, N3, (1996), 327—329.
- An algebraic model of fibration with the fiber K(,n)-space, Georgian Mathematical Journal, v. 3 , (1996), 27-48.
- Zur Homologietheorie der Faserungen, I, Algebreischer Teil, Proceedings of A.Razmadze Mathematical Institute, v. 116, (1998), 2-30.
- With M. Mikiashvili, The predifferential of a path fibration. Georgian ath. J. v.11 (2004),N.3, 415—424
- The Second Obstruction Functor, Georgian Math. J. v.13 (2006), N.3, 419—432.